# GP3 Series 2012
La stagione 2012 della GP3 Series è la terza della categoria, nata a supporto della GP2 Series. Ha avuto inizio il 12 maggio e si è conclusa il 9 settembre, dopo 16 gare. Il titolo piloti è andato al neozelandese Mitch Evans, quello per le scuderie alla francese Lotus GP.

## La pre-stagione

### Calendario
Il calendario è stato reso noto nel gennaio 2012.
| Gara | Gara | Circuito                          | Giri | Lunghezza          | Data         | Ora   | Supporto                          |
| ---- | ---- | --------------------------------- | ---- | ------------------ | ------------ | ----- | --------------------------------- |
| 1    | G1   | Circuito di Catalogna, Barcellona | 16   | 16x4,655=74,480 km | 12 maggio    | 17:20 | Gran Premio di Spagna 2012        |
| 1    | G2   | Circuito di Catalogna, Barcellona | 16   | 16x4,655=74,480 km | 13 maggio    | 09:25 | Gran Premio di Spagna 2012        |
| 2    | G1   | Circuito di Monte Carlo           | 18   | 18x3,340=60,120 km | 25 maggio    | 12:30 | Gran Premio di Monaco 2012        |
| 2    | G2   | Circuito di Monte Carlo           | 18   | 18x3,340=60,120 km | 26 maggio    | 17:55 | Gran Premio di Monaco 2012        |
| 3    | G1   | Circuito urbano di Valencia       | 14   | 14x5,419=75,866 km | 23 giugno    | 17:20 | Gran Premio d'Europa 2012         |
| 3    | G2   | Circuito urbano di Valencia       | 14   | 14x5,419=75,866 km | 24 giugno    | 09:25 | Gran Premio d'Europa 2012         |
| 4    | G1   | Circuito di Silverstone           | 14   | 14x5,891=82,474 km | 7 luglio     | 16:20 | Gran Premio di Gran Bretagna 2012 |
| 4    | G2   | Circuito di Silverstone           | 14   | 14x5,891=82,474 km | 8 luglio     | 08:30 | Gran Premio di Gran Bretagna 2012 |
| 5    | G1   | Hockenheimring                    | 18   | 18x4,574=82,332 km | 21 luglio    | 17:20 | Gran Premio di Germania 2012      |
| 5    | G2   | Hockenheimring                    | 18   | 18x4,574=82,332 km | 22 luglio    | 09:25 | Gran Premio di Germania 2012      |
| 6    | G1   | Hungaroring, Mogyoród             | 16   | 18x4,381=70,096 km | 28 luglio    | 17:20 | Gran Premio d'Ungheria 2012       |
| 6    | G2   | Hungaroring, Mogyoród             | 16   | 18x4,381=70,096 km | 29 luglio    | 09:25 | Gran Premio d'Ungheria 2012       |
| 7    | G1   | Circuito di Spa-Francorchamps     | 12   | 12x7,004=84,048 km | 1º settembre | 17:20 | Gran Premio del Belgio 2012       |
| 7    | G2   | Circuito di Spa-Francorchamps     | 12   | 12x7,004=84,048 km | 2 settembre  | 9:25  | Gran Premio del Belgio 2012       |
| 8    | G1   | Autodromo Nazionale Monza         | 16   | 16x5,793=92,688 km | 8 settembre  | 17:20 | Gran Premio d'Italia 2012         |
| 8    | G2   | Autodromo Nazionale Monza         | 16   | 16x5,793=92,688 km | 9 settembre  | 9:00  | Gran Premio d'Italia 2012         |

### Test
| Circuito                                   | Data                     | Pilota più veloce      | Team           | Tempo    | Giri |
| ------------------------------------------ | ------------------------ | ---------------------- | -------------- | -------- | ---- |
| Autodromo Fernanda Pires da Silva, Estoril | 21 febbraio (mattina)    | Mitch Evans            | MW Arden       | 1'31"371 | 7    |
| Autodromo Fernanda Pires da Silva, Estoril | 21 febbraio (pomeriggio) | Nico Müller            | Trident Racing | 1'31"285 | 26   |
| Autodromo Fernanda Pires da Silva, Estoril | 22 febbraio (mattina)    | Aaro Vainio            | Lotus GP       | 1'30"466 | 30   |
| Autodromo Fernanda Pires da Silva, Estoril | 22 febbraio (pomeriggio) | Tio Ellinas            | Manor          | 1'31"285 | 31   |
| Circuito di Catalogna, Barcellona          | 12 marzo (mattina)       | Mitch Evans            | MW Arden       | 1'38"609 | 17   |
| Circuito di Catalogna, Barcellona          | 12 marzo (pomeriggio)    | Daniel Abt             | Lotus GP       | 1'38"876 | 24   |
| Circuito di Catalogna, Barcellona          | 13 marzo (mattina)       | António Félix da Costa | Carlin         | 1'37"934 | 29   |
| Circuito di Catalogna, Barcellona          | 13 marzo (pomeriggio)    | Daniel Abt             | Lotus GP       | 1'38"760 | 49   |
| Circuito di Silverstone                    | 11 aprile (mattina)      | Matias Laine           | MW Arden       | 1'50"292 | 22   |
| Circuito di Silverstone                    | 11 aprile (pomeriggio)   | Mitch Evans            | MW Arden       | 1'50"276 | 23   |
| Circuito di Silverstone                    | 12 aprile (mattina)      | Mitch Evans            | MW Arden       | 1'50"150 | 36   |
| Circuito di Silverstone                    | 11 aprile (pomeriggio)   | António Félix da Costa | Carlin         | 1'50"457 | 35   |

## Piloti e scuderie

### Piloti
Conor Daly passa dalla Carlin Motorsport alla Lotus, dove trova Aaro Vainio in arrivo dalla Tech 1 e Daniel Abt, proveniente dalla F3 Euro Series. Marlon Stöckinger lascia l'ATECH CRS Grand Prix per passare alla Status. Alla Status arriva, dal campionato britannico di F. Renault, Alice Powell e dalla F3 inglese il nipponico Kotaro Sakurai.
Dal team irlandese António Félix da Costa va alla Carlin, dove aveva già corso nel 2010. In Carlin trova Alex Brundle, che arriva dalla Formula 2, e William Buller, anche lui dalla F3 inglese.
Il finnico Matias Laine passa dalla Marussia Manor Racing alla MW Arden (dove arriva anche il vicecampione della European F3 David Fumanelli e viene confermato Mitch Evans), mentre l'ungherese Tamás Pál Kiss passa dalla Tech 1 Racing all'Atech CRS. All'Atech arriva anche lo statunitense, già presente in F2000 Series e in Formula Enterprise, Ethan Ringel. La scuderia completa la sua formazione col belga John Wartique.
Il campione 2011 dell'Auto GP, Kevin Ceccon trova un volante all'Ocean Racing Technology, assieme a Carmen Jordá e Robert Cregan.
L'altra neoentrante Trident Racing ingaggia Vicky Piria e Antonio Spavone.
La Jenzer Motorsport ingaggia il ceco Jakub Klášterka e dalla F. Abarth prende il rumeno Robert Vișoiu e il campione 2011 Patric Niederhauser. Da questa categoria arriva anche Dmitrij Suranovič, ingaggiato dalla Marussia Manor Racing. La Marussia Manor ingaggia anche il cipriota Tio Ellinas e il brasiliano Fabiano Machado.
Vicky Piria, Carmen Jordá e Alice Powell sono le prime tre donne ad affrontare il campionato.
Per il weekend di Silverstone Facundo Regalia debutta con il team Jenzer Motorsport al posto di Jakub Klášterka, già assente a Valencia al pari di Kotaro Sakurai, la Trident Racing schiera la terza vettura per Giovanni Venturini, mentre la Atech CRS sostituisce John Wartique con Fabio Gamberini. A Hockenheim Lewis Williamson sostituisce Kotaro Sakurai alla Status Grand Prix, mentre Jenzer e Atech CRS schierano due piloti anziché tre, così come la Trident, che torna ad iscrivere due vetture come nelle prime gare. All'Hungaroring Alex Fontana inizia a correre con il team Jenzer Motorsport, mentre Facundo Regalia guida per la Atech CRS. A Spa come nelle prime gare dell'anno è invece John Wartique a correre con la Atech CRS, che lo conferma anche per l'ultima gara stagionale di Monza, in occasione della quale il team Jenzer Motorsport non schiera la terza vettura.

### Scuderie
Il team spagnolo Addax Team abbandona la serie per concentrarsi sulla GP2 Series, e viene sostituito dalla scuderia italiana Trident Racing. Il team portoghese Ocean Racing Technology, già impegnato in GP2, prende il posto della scuderia francese Tech 1.
Dopo aver corso come Lotus ART nel 2011, l'ART Grand Prix assume la denominazione di Lotus Grand Prix, come già accaduto in GP2.
La scuderia tedesca RSC Mücke Motorsport, pur iscritta, abbandona il campionato prima del suo inizio.

### Tabella riassuntiva
| Team                    | Nr | Pilota                 | Weekend di gare |
| ----------------------- | -- | ---------------------- | --------------- |
| Lotus GP                | 1  | Daniel Abt             | Tutti           |
| Lotus GP                | 2  | Conor Daly             | Tutti           |
| Lotus GP                | 3  | Aaro Vainio            | Tutti           |
| MW Arden                | 4  | Mitch Evans            | Tutti           |
| MW Arden                | 5  | David Fumanelli        | Tutti           |
| MW Arden                | 6  | Matias Laine           | Tutti           |
| Marussia Manor Racing   | 7  | Dmitrij Suranovič      | Tutti           |
| Marussia Manor Racing   | 8  | Fabiano Machado        | Tutti           |
| Marussia Manor Racing   | 9  | Tio Ellinas            | Tutti           |
| Status Grand Prix       | 14 | Marlon Stöckinger      | Tutti           |
| Status Grand Prix       | 15 | Kotaro Sakurai         | 1-2, 4          |
| Status Grand Prix       | 15 | Lewis Williamson       | 5-8             |
| Status Grand Prix       | 16 | Alice Powell           | Tutti           |
| Ocean Racing Technology | 17 | Kevin Ceccon           | 1               |
| Ocean Racing Technology | 17 | Carmen Jordá           | 2-8             |
| Ocean Racing Technology | 18 | Carmen Jordá           | 1               |
| Ocean Racing Technology | 18 | Kevin Ceccon           | 2-8             |
| Ocean Racing Technology | 19 | Robert Cregan          | Tutti           |
| Jenzer Motorsport       | 20 | Robert Vișoiu          | Tutti           |
| Jenzer Motorsport       | 21 | Patric Niederhauser    | Tutti           |
| Jenzer Motorsport       | 22 | Jakub Klášterka        | 1-2             |
| Jenzer Motorsport       | 22 | Facundo Regalia        | 4               |
| Jenzer Motorsport       | 22 | Alex Fontana           | 6-7             |
| Trident Racing          | 23 | Vicky Piria            | Tutti           |
| Trident Racing          | 24 | Antonio Spavone        | 1-4             |
| Trident Racing          | 25 | Giovanni Venturini     | 4-8             |
| Carlin                  | 26 | Alex Brundle           | Tutti           |
| Carlin                  | 27 | António Félix da Costa | Tutti           |
| Carlin                  | 28 | William Buller         | Tutti           |
| Atech CRS Grand Prix    | 29 | Tamás Pál Kiss         | Tutti           |
| Atech CRS Grand Prix    | 30 | John Wartique          | 1-3, 7-8        |
| Atech CRS Grand Prix    | 30 | Fabio Gamberini        | 4               |
| Atech CRS Grand Prix    | 30 | Facundo Regalia        | 6               |
| Atech CRS Grand Prix    | 31 | Ethan Ringel           | Tutti           |

## Circuiti e gare
Rispetto all'edizione precedente non si disputa la gara all'Istanbul Park, a seguito dell'esclusione del Gran Premio di Turchia dal calendario del mondiale di Formula 1. Al suo posto entra per la prima volta un weekend di gare sul Circuito di Monte Carlo. Sempre a seguito dell'alternanza stabilita dal calendario della F1, l'Hockenheimring prende il posto del Nürburgring.

## Riassunto della stagione

### Test
| Circuito                         | Data      | Pilota più veloce | Team     | Tempo    | Giri |
| -------------------------------- | --------- | ----------------- | -------- | -------- | ---- |
| Circuito Ricardo Tormo, Valencia | 14 giugno | Matias Laine      | MW Arden | 1'26"610 |      |
| Circuito Ricardo Tormo, Valencia | 15 giugno | William Buller    | Carlin   | 1'26"389 |      |

## Risultati e classifiche

### Gare
| Gara | Gara | Circuito    | Tempo     | Velocità     | Pole position          | Giro veloce            | Pilota vincitore       | Team vincitore        |
| ---- | ---- | ----------- | --------- | ------------ | ---------------------- | ---------------------- | ---------------------- | --------------------- |
| 1    | G1   | Barcellona  | 28'38"738 | 155,738 km/h | António Félix da Costa | Patric Niederhauser    | Mitch Evans            | MW Arden              |
| 1    | G2   | Barcellona  | 27'21"043 | 163,112 km/h | +                      | Kevin Ceccon           | Conor Daly             | Lotus GP              |
| 2    | G1   | Montecarlo  | 27'06"685 | 133,050 km/h | Aaro Vainio            | Kevin Ceccon           | Aaro Vainio            | Lotus GP              |
| 2    | G2   | Montecarlo  | 21'37"673 | 120,455 km/h | +                      | Marlon Stöckinger      | Marlon Stöckinger      | Status Grand Prix     |
| 3    | G1   | Valencia    | 28'13"357 | 161,287 km/h | Mitch Evans            | Mitch Evans            | Mitch Evans            | MW Arden              |
| 3    | G2   | Valencia    | 28'13"702 | 161,254 km/h | +                      | António Félix da Costa | Patric Niederhauser    | Jenzer Motorsport     |
| 4    | G1   | Silverstone | 27'14"410 | 181,364 km/h | Mitch Evans            | António Félix da Costa | António Félix da Costa | Carlin                |
| 4    | G2   | Silverstone | 29'49"526 | 165,643 km/h | +                      | Tio Ellinas            | William Buller         | Carlin                |
| 5    | G1   | Hockenheim  | 45'51"078 | 83,796 km/h  | Daniel Abt             | Tio Ellinas            | Patric Niederhauser    | Jenzer Motorsport     |
| 5    | G2   | Hockenheim  | 30'14"349 | 136,134 km/h | +                      | Mitch Evans            | Mitch Evans            | MW Arden              |
| 6    | G1   | Hungaroring | 26'33"107 | 158,307 km/h | Aaro Vainio            | António Félix da Costa | António Félix da Costa | Carlin                |
| 6    | G2   | Hungaroring | 30'36"220 | 137,348 km/h | +                      | António Félix da Costa | António Félix da Costa | Carlin                |
| 7    | G1   | Spa         | 8'54"720  | 187,782 km/h | Mitch Evans            | António Félix da Costa | Daniel Abt             | Lotus GP              |
| 7    | G2   | Spa         | 26'39"329 | 188,908 km/h | +                      | António Félix da Costa | Matias Laine           | MW Arden              |
| 8    | G1   | Monza       | 28'17"548 | 195,908 km/h | Mitch Evans            | Tio Ellinas            | Daniel Abt             | Lotus GP              |
| 8    | G2   | Monza       | 28'18"541 | 195,794 km/h | +                      | Matias Laine           | Tio Ellinas            | Marussia Manor Racing |

- + In gara2 la pole position è data dalla griglia invertita nei primi 8.

### Classifica piloti
| Pos | Pilota                 | BAR | BAR | MON | MON | VLC | VLC | SIL | SIL | HOC | HOC | HUN | HUN | SPA | SPA | MZA | MZA | Punti |
| --- | ---------------------- | --- | --- | --- | --- | --- | --- | --- | --- | --- | --- | --- | --- | --- | --- | --- | --- | ----- |
| 1   | Mitch Evans            | 1   | 20  | 5   | 4   | 1   | 6   | 2   | 11  | 8   | 1   | 3   | 21  | 3   | 15  | Rit | 20  | 151,5 |
| 2   | Daniel Abt             | 13  | 6   | 6   | 3   | 6   | 2   | 4   | Rit | 7   | 2   | 2   | 11  | 1   | 5   | 1   | 2   | 149,5 |
| 3   | António Félix da Costa | 14  | 7   | 7   | 2   | Rit | 8   | 1   | 6   | Rit | Rit | 1   | 1   | 2   | 2   | 15  | 5   | 132   |
| 4   | Aaro Vainio            | 3   | 4   | 1   | 7   | 2   | 7   | 3   | Rit | 5   | 6   | 5   | 7   | 6   | 14  | 11  | 14  | 123   |
| 5   | Matias Laine           | 5   | 3   | 21  | 16  | 5   | 3   | 9   | 18† | 4   | 5   | 7   | 6   | 5   | 1   | 3   | 6   | 111   |
| 6   | Conor Daly             | 6   | 1   | 23  | Rit | 11  | Rit | 5   | 2   | 2   | 3   | 6   | 9   | 7   | 3   | 4   | 11  | 106   |
| 7   | Patric Niederhauser    | 4   | 5   | Rit | 15  | 8   | 1   | 10  | 3   | 1   | 9   | 16  | 2   | 11  | 6   | 5   | Rit | 101   |
| 8   | Tio Ellinas            | 7   | 15  | 9   | 8   | 4   | 5   | 6   | 4   | 10  | 7   | 13  | 4   | 4   | Rit | 2   | 1   | 99    |
| 9   | Kevin Ceccon           | Rit | 10  | 3   | 6   | 7   | 4   | 8   | 7   | 17  | 15  | 4   | 8   | 12  | 20  | 13  | 9   | 56    |
| 10  | Marlon Stöckinger      | 2   | 19  | 8   | 1   | 19  | 11  | 16  | Rit | 16  | 11  | 9   | 13  | 14  | 16  | 7   | 4   | 55    |
| 11  | David Fumanelli        | 9   | 17  | 4   | 5   | 3   | 16  | NP  | NP  | 12  | 10  | 8   | Rit | 20  | Rit | 6   | 13  | 47    |
| 12  | Tamás Pál Kiss         | 12  | Rit | 2   | 9   | 9   | 10  | 11  | 14  | 6   | 4   | 14  | 10  | 17  | 10  | 9   | 15  | 38    |
| 13  | Giovanni Venturini     |     |     |     |     |     |     | 13  | 16  | 3   | 8   | 11  | Rit | 9   | 9   | 8   | 3   | 31    |
| 14  | Robert Vișoiu          | 8   | 2   | 14  | 10  | Rit | 12  | 12  | 5   | SQ  | 12  | 12  | 22  | 15  | 13  | 14  | 7   | 24    |
| 15  | William Buller         | 23  | 9   | 12  | Rit | 10  | 9   | Rit | 1   | 9   | Rit | 23  | 12  | 13  | 8   | 10  | 12  | 20    |
| 16  | Alex Brundle           | 10  | 8   | 10  | Rit | 16  | 14  | 7   | 10  | SQ  | 13  | 16  | 3   | 19  | 11  | SQ  | 10  | 19    |
| 17  | Lewis Williamson       |     |     |     |     |     |     |     |     | 13  | Rit | 10  | 5   | 8   | 7   | 19  | Rit | 11    |
| 18  | Alex Fontana           |     |     |     |     |     |     |     |     |     |     | 17  | 15  | 10  | 4   |     |     | 8,5   |
| 19  | Alice Powell           | Rit | 11  | 11  | 22  | 18  | Rit | 17  | Rit | 19  | Rit | 19  | 20  | 18  | 12  | 12  | 8   | 1     |
| 20  | Fabio Gamberini        |     |     |     |     |     |     | 23  | 8   |     |     |     |     |     |     |     |     | 1     |
| 21  | Fabiano Machado        | 16  | Rit | 15  | 17  | Rit | 19  | 19  | 9   | Rit | Rit | NP  | NP  | 25  | 21  | Rit | 16  | 0     |
| 22  | Robert Cregan          | 15  | Rit | 18  | 11  | 15  | 13  | 20  | 15  | 11  | NC  | 21  | 14  | 21  | NP  | 20  | 17  | 0     |
| 23  | Dmitrij Suranovič      | 11  | Rit | 16  | SQ  | Rit | 15  | 22  | 20† | 15  | 14  | Rit | 16  | 22  | 18  | 22† | NP  | 0     |
| 24  | Kotaro Sakurai         | 18  | 12  | 13  | 20  |     |     | 15  | 13  |     |     |     |     |     |     |     |     | 0     |
| 25  | John Wartique          | 21  | 13  | 17  | 13  | 12  | Rit |     |     |     |     |     |     | 23  | 17  | 17  | 18  | 0     |
| 26  | Vicky Piria            | 22  | 16  | 19  | 12  | 17  | 18  | 18  | 21† | 14  | Rit | 20  | 19  | 16  | 19  | 16  | Rit | 0     |
| 27  | Facundo Regalia        |     |     |     |     |     |     | 14  | 12  |     |     | 18  | 18  |     |     |     |     | 0     |
| 28  | Carmen Jordá           | 20  | 21  | Rit | 21  | 13  | Rit | NQ  | NQ  | 20  | Rit | 24† | Rit | 26  | 23  | 21  | 19  | 0     |
| 29  | Ethan Ringel           | Rit | 18  | Rit | 18  | 14  | Rit | Rit | 17  | 18  | 16  | 22  | 17  | 24  | 22  | 18  | Rit | 0     |
| 30  | Antonio Spavone        | 17  | Rit | 20  | 14  | Rit | 17  | 21  | 19  |     |     |     |     |     |     |     |     | 0     |
| 31  | Jakub Klášterka        | 19  | 14  | 22  | 19  |     |     |     |     |     |     |     |     |     |     |     |     | 0     |
| Pos | Pilota                 | BAR | BAR | MON | MON | VLC | VLC | SIL | SIL | HOC | HOC | HUN | HUN | SPA | SPA | MZA | MZA | Punti |

| Colore  | Risultato             |
| ------- | --------------------- |
| Oro     | Vincitore             |
| Argento | 2º posto              |
| Bronzo  | 3º posto              |
| Verde   | Finito a punti        |
| Blu     | Finito senza punti    |
| Viola   | Ritirato (Rit)        |
| Viola   | Non classificato (NC) |
| Rosso   | Non qualificato (NQ)  |
| Nero    | Squalificato (SQ)     |
| Bianco  | Non partito (NP)      |
| Bianco  | Non ha gareggiato     |
| Bianco  | Infortunato (INF)     |
| Bianco  | Escluso (ES)          |
| Bianco  | Gara cancellata (C)   |

### Classifica scuderie
| Pos | Team                    | Vettura No. | BAR | BAR | MON | MON | VLC | VLC | SIL | SIL | HOC | HOC | HUN | HUN | SPA | SPA | MZA | MZA | Punti |
| --- | ----------------------- | ----------- | --- | --- | --- | --- | --- | --- | --- | --- | --- | --- | --- | --- | --- | --- | --- | --- | ----- |
| 1   | Lotus GP                | 1           | 13  | 6   | 6   | 3   | 6   | 2   | 4   | Rit | 7   | 2   | 2   | 11  | 1   | 5   | 1   | 2   | 378,5 |
| 1   | Lotus GP                | 2           | 6   | 1   | 23  | Rit | 11  | Rit | 5   | 2   | 2   | 3   | 6   | 9   | 7   | 3   | 4   | 11  | 378,5 |
| 1   | Lotus GP                | 3           | 3   | 4   | 1   | 7   | 2   | 7   | 3   | Rit | 5   | 6   | 5   | 7   | 6   | 14  | 11  | 14  | 378,5 |
| 2   | MW Arden                | 4           | 1   | 20  | 5   | 4   | 1   | 6   | 2   | 11  | 8   | 1   | 3   | 21  | 3   | 15  | Rit | 20  | 309,5 |
| 2   | MW Arden                | 5           | 9   | 17  | 4   | 5   | 3   | 16  | NP  | NP  | 12  | 10  | 8   | Rit | 20  | Rit | 6   | 13  | 309,5 |
| 2   | MW Arden                | 6           | 5   | 3   | 21  | 16  | 5   | 3   | 9   | 18† | 4   | 5   | 7   | 6   | 5   | 1   | 3   | 6   | 309,5 |
| 3   | Carlin                  | 26          | 10  | 8   | 10  | Rit | 16  | 14  | 7   | 10  | SQ  | 13  | 16  | 3   | 19  | 11  | SQ  | 10  | 171   |
| 3   | Carlin                  | 27          | 14  | 7   | 7   | 2   | Rit | 8   | 1   | 6   | Rit | Rit | 1   | 1   | 2   | 2   | 15  | 5   | 171   |
| 3   | Carlin                  | 28          | 23  | 9   | 12  | Rit | 10  | 9   | Rit | 1   | 9   | Rit | 23  | 12  | 13  | 8   | 10  | 12  | 171   |
| 4   | Jenzer Motorsport       | 20          | 8   | 2   | 14  | 10  | Rit | 12  | 12  | 5   | SQ  | 12  | 12  | 22  | 15  | 13  | 14  | 7   | 133,5 |
| 4   | Jenzer Motorsport       | 21          | 4   | 5   | Rit | 15  | 8   | 1   | 10  | 3   | 1   | 9   | 16  | 2   | 11  | 6   | 5   | Rit | 133,5 |
| 4   | Jenzer Motorsport       | 22          | 19  | 14  | 22  | 19  |     |     | 14  | 12  |     |     | 17  | 15  | 10  | 4   |     |     | 133,5 |
| 5   | Marussia Manor Racing   | 7           | 11  | Rit | 16  | SQ  | Rit | 15  | 22  | 20† | 15  | 14  | Rit | 16  | 22  | 18  | 22† | NP  | 99    |
| 5   | Marussia Manor Racing   | 8           | 16  | Rit | 15  | 17  | Rit | 19  | 19  | 9   | Rit | Rit | NP  | NP  | 25  | 21  | Rit | 16  | 99    |
| 5   | Marussia Manor Racing   | 9           | 7   | 15  | 9   | 8   | 4   | 5   | 6   | 4   | 10  | 7   | 13  | 4   | 4   | Rit | 2   | 1   | 99    |
| 6   | Status Grand Prix       | 14          | 2   | 19  | 8   | 1   | 19  | 11  | 16  | Rit | 16  | 11  | 9   | 13  | 14  | 16  | 7   | 4   | 67    |
| 6   | Status Grand Prix       | 15          | 18  | 12  | 13  | 20  |     |     | 15  | 13  | 13  | Rit | 10  | 5   | 8   | 7   | 19  | Rit | 67    |
| 6   | Status Grand Prix       | 16          | Rit | 11  | 11  | 22  | 18  | Rit | 17  | Rit | 19  | Rit | 19  | 20  | 18  | 12  | 12  | 8   | 67    |
| 7   | Ocean Racing Technology | 17          | Rit | 10  | Rit | 21  | 13  | Rit | NQ  | NQ  | 20  | Rit | 24† | Rit | 26  | 23  | 21  | 19  | 56    |
| 7   | Ocean Racing Technology | 18          | 20  | 21  | 3   | 6   | 7   | 4   | 8   | 7   | 17  | 15  | 4   | 8   | 12  | 20  | 13  | 9   | 56    |
| 7   | Ocean Racing Technology | 19          | 15  | Rit | 18  | 11  | 15  | 13  | 20  | 15  | 11  | NC  | 21  | 14  | 21  | NP  | 20  | 17  | 56    |
| 8   | Atech CRS Grand Prix    | 29          | 12  | Rit | 2   | 9   | 9   | 10  | 11  | 14  | 6   | 4   | 14  | 10  | 17  | 10  | 9   | 15  | 39    |
| 8   | Atech CRS Grand Prix    | 30          | 21  | 13  | 17  | 13  | 12  | Rit | 23  | 8   |     |     | 18  | 18  | 23  | 17  | 17  | 18  | 39    |
| 8   | Atech CRS Grand Prix    | 31          | Rit | 18  | Rit | 18  | 14  | Rit | Rit | 17  | 18  | 16  | 22  | 17  | 24  | 22  | 18  | Rit | 39    |
| 9   | Trident Racing          | 23          | 22  | 16  | 19  | 12  | 17  | 18  | 18  | 21† | 14  | Rit | 20  | 19  | 16  | 19  | 16  | Rit | 31    |
| 9   | Trident Racing          | 24          | 17  | Rit | 20  | 14  | Rit | 17  | 21  | 19  |     |     |     |     |     |     |     |     | 31    |
| 9   | Trident Racing          | 25          |     |     |     |     |     |     | 13  | 16  | 3   | 8   | 11  | Rit | 9   | 9   | 8   | 3   | 31    |
| Pos | Team                    | Vettura No. | BAR | BAR | MON | MON | VLC | VLC | SIL | SIL | HOC | HOC | HUN | HUN | SPA | SPA | MZA | MZA | Punti |

| Colore  | Risultato             |
| ------- | --------------------- |
| Oro     | Vincitore             |
| Argento | 2º posto              |
| Bronzo  | 3º posto              |
| Verde   | Finito a punti        |
| Blu     | Finito senza punti    |
| Viola   | Ritirato (Rit)        |
| Viola   | Non classificato (NC) |
| Rosso   | Non qualificato (NQ)  |
| Nero    | Squalificato (SQ)     |
| Bianco  | Non partito (NP)      |
| Bianco  | Non ha gareggiato     |
| Bianco  | Infortunato (INF)     |
| Bianco  | Escluso (ES)          |
| Bianco  | Gara cancellata (C)   |

## Test post stagionali
Il 24 e 25 ottobre vi furono dei test presso il Circuito di Jerez.
| Circuito          | Data       | Pilota più rapido | Team     | Tempo    | Giri |
| ----------------- | ---------- | ----------------- | -------- | -------- | ---- |
| Circuito di Jerez | 24 ottobre | Kevin Ceccon      | MW Arden | 1'35"451 | 50   |
| Circuito di Jerez | 25 ottobre | Kevin Ceccon      | MW Arden | 1'39"263 | 42   |